# Drosophila canalinea (artgrupp)
Drosophila canalinea är en artgrupp inom släktet Drosophila och undersläktet Drosophila. Artgruppen består av 15 arter.

## Arter inom artgruppen
- Drosophila albomarginata
- Drosophila annularis
- Drosophila annulosa
- Drosophila canalinea
- Drosophila canalinioides
- Drosophila cosanga
- Drosophila davidgrimaldii
- Drosophila endobranchia
- Drosophila hendeli
- Drosophila melanoptera
- Drosophila panamensis
- Drosophila paracanalinea
- Drosophila parannularis
- Drosophila piratininga
- Drosophila sampa